# Hörgársveit
Die Gemeinde Hörgársveit liegt im Norden Islands in der Region Norðurland eystra.
Am 1. Januar 2023 lebten auf dem Gemeindegebiet 780 Einwohner.

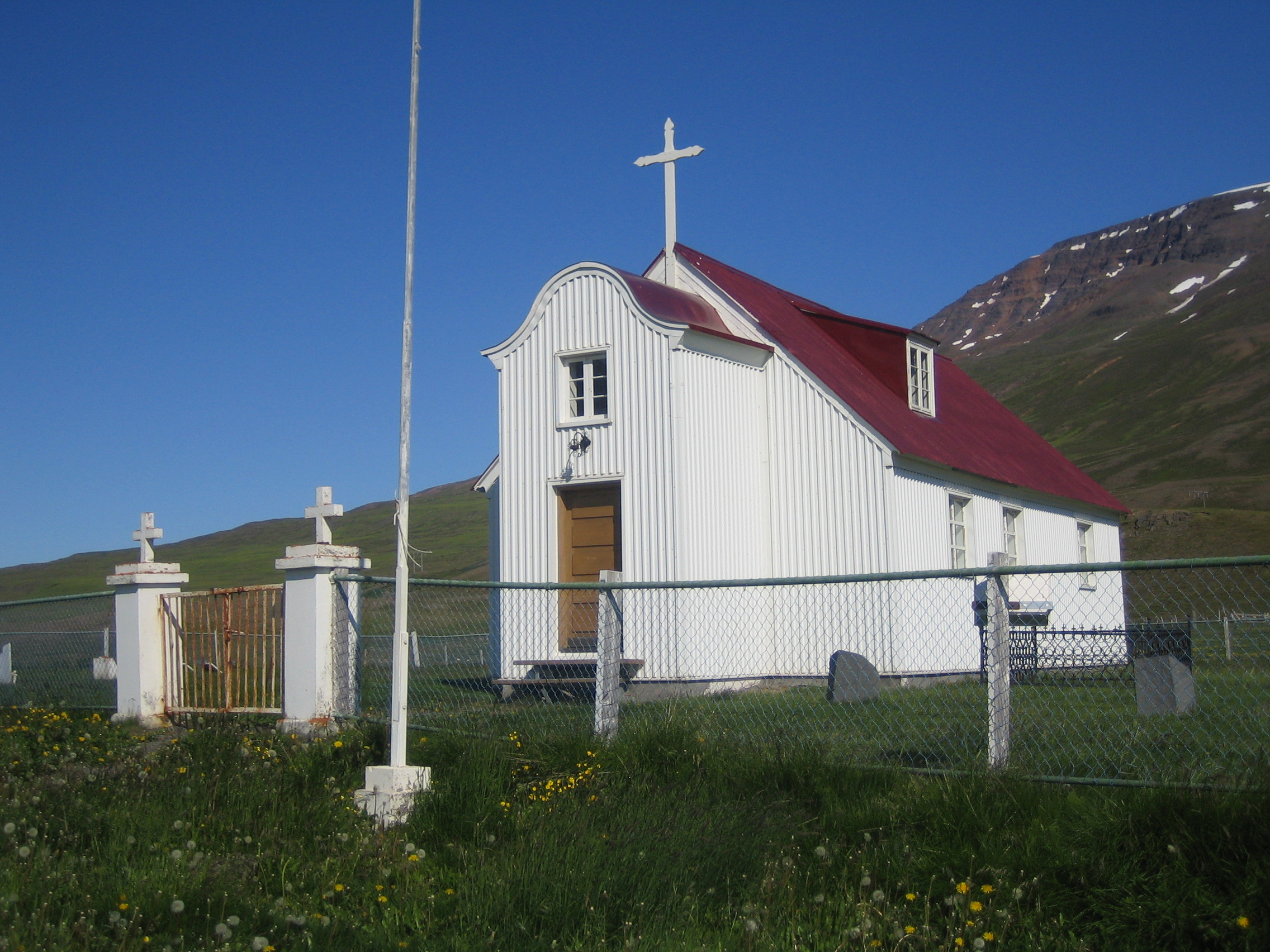
Kirche Ytri Baegisá

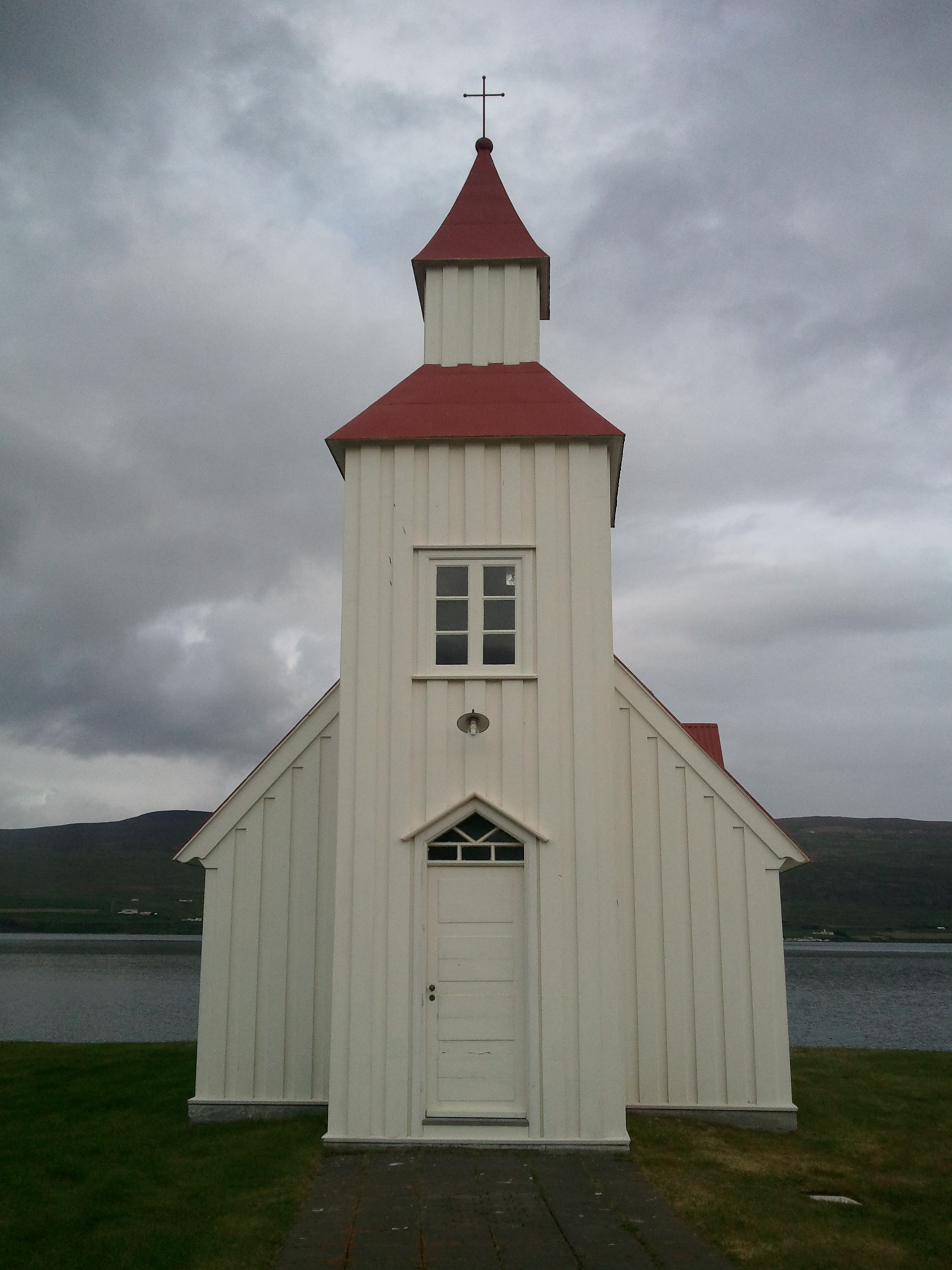
Glaesibaejarkirkja

Möðruvallarkirkja

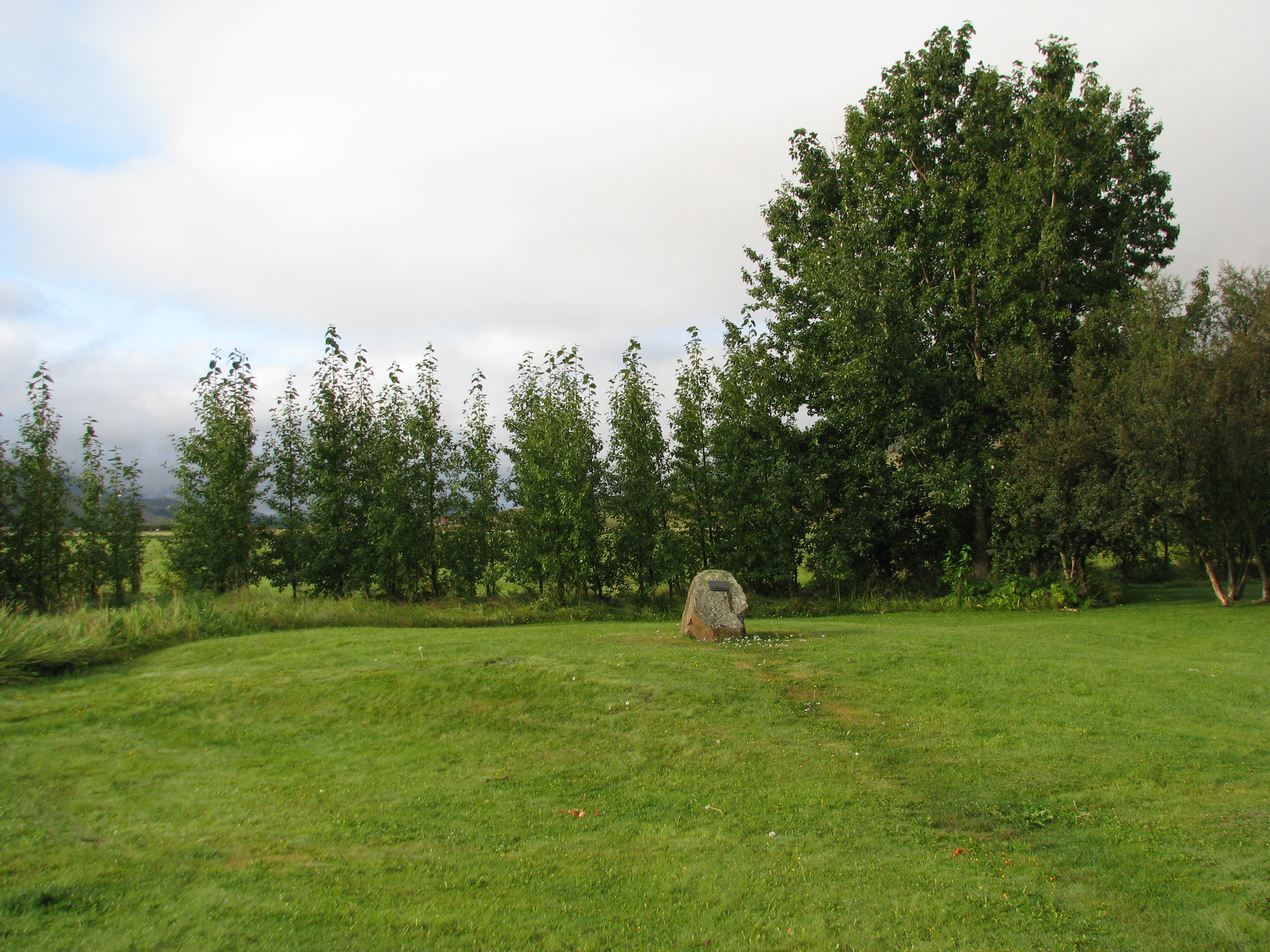
Jón Sveinsson-Denkmal in Möðruvellir

## Geografie
Die Gemeinde befindet sich am Westufer des Eyjafjörður. Sie umfasst unter anderem die Täler Öxnadalur und Hörgárdalur mit dem Hof Möðruvellir sowie die Orte Lónsbakki sowie Hjalteyri. Die nächste größere Stadt ist Akureyri.
Auf dem Gebiet der Gemeinde befinden sich mehrere Gletscher. Es handelt sich dabei um:
Vindheimajökull
Bægisárjökull
Hjarnfannir í botni Hóladals
Jökull í botni Grjótárdals
Jökull í botni Myrkárdals
Jökull í botni Barkárdals
Tungnahryggsjökull

## Geschichte
Die Gemeinde Hörgársveit entstand am 12. Juni 2010 durch einen Zusammenschluss der Gemeinden Hörgárbyggð und Arnarnes (Arnarneshreppur).
Die ehemalige Gemeinde Hörgárbyggð war am 1. Januar 2001 durch den Zusammenschluss der Landgemeinden Skriða (Skriðuhreppur), Öxnadalur (Öxnadalshreppur) und Glæsibær (Glæsibæjarhreppur) entstanden.
Der Hauptort der ehemaligen Gemeinde Arnarnes war Hjalteyri.
Beide ehemaligen Gemeinden erteilten einer Eingemeindung nach Akureyri in einem Referendum am 8. Oktober 2005 eine Absage.

## Einwohnerentwicklung
Ehemalige Gemeinde Hörgárbyggð
Wie bei vielen Gemeinden außerhalb der südwestlichen Regionen ist nach Stagnation oder gar Rückgang ein Bevölkerungswachstum zu verzeichnen.
| Jahr * | Einwohner                   |
| ------ | --------------------------- |
| 1997   | 404 (Gebietsstand von 2001) |
| 2003   | 371                         |
| 2004   | 390                         |
| 2005   | 399                         |
| 2006   | 411                         |

* jeweils zum 1. Dezember 
Ehemalige Gemeinde Arnarnes
Wie inzwischen nur noch wenige Gemeinden Islands außer dem Südwesten rund um die Hauptstadt Reykjavík war Arnarnes von starker Landflucht betroffen. Von 1997 bis 2005 betrug der Bevölkerungsrückgang 17 %.
| Jahr * | Einwohner |
| ------ | --------- |
| 1997   | 209       |
| 2003   | 188       |
| 2004   | 183       |
| 2005   | 174       |
| 2006   | 176       |
| 2007   | 171       |

* jeweils zum 1. Dezember 

## Bauwerke
Auf dem Gebiet der Gemeinde befinden sich mehrere Kirchen:
Die Holzkirche Möðruvallakirkja steht auf dem geschichtsträchtigen Gehöft Möðruvellir, wo ein Denkmal an den hier geborenen Schriftsteller Jón Sveinsson erinnert. Der Vorgängerbau war im März 1865 abgebrannt, wobei alle Kunstwerke in ihr ein Raub der Flammen wurden. Die heutige Kirche wurde 1865–1867 mit 250 Sitzplätzen erbaut.  Das Kirchenschiff ist 17,96 m lang und 8,23 m breit, und seit 1990 steht die Kirche unter Denkmalschutz. Das Retabel, das die Auferstehung Christi darstellt, wurde 1866 von dem dänischen Maler E. J. Lehman gestaltet. Die Möðruvallakirkja, neben der 1296 für Augustinermönche das Kloster Möðruvallaklaustur gegründet wurde, das 1316 abbrannte, gilt heute als eine der prachtvollsten Kirchen Islands.
Von dem gleichen Baumeister, Þorstein Daníelsson, wurde 1843 die Holzkirche Bakkakirkja des Hofes Bakki erbaut. Sie wurde 1910 um einen Vorbau erweitert, der 2,66 m lang und 2,65 m breit ist. Im Innern der Kirche, die eine Länge von 10,46 m und eine Breite von 4,92 m aufweist, fallen vor allem das Triptychon und die Kanzel von 1703 auf. Seit 1990 steht die Kirche unter Denkmalschutz.
Auch die Glaesibaejarkirkja des Hofes Glaesibaer wurde von Þorstein Daníelsson erbaut und 1866 vollendet. Der Turm wurde 1929 nachträglich hinzugefügt, als man die Kirche renovierte. Das Kirchenschiff ist 8,84 m lang und 5,71 m breit, während der Vorbau unter dem Turm 2,30 m Länge und 2,33 m Breite aufweist. Das Altargemälde wurde um 1870 von dem isländischen Maler Arngrímur Gíslason geschaffen. Seit 1990 steht die Kirche unter Denkmalschutz.
Eine weitere Holzkirche ist die 1858 erbaute Baegisákirkja auf dem Hof Ytri Baegisá. Hier lebte der in Island sehr bekannte Dichter und Pfarrer Jón Þorláksson (1744–1819). Die Kirche, deren Schiff eine Länge von 9,58 m und eine Breite von 5,54 m aufweist, wurde um einen Vorbau von 1,93 m Länge und 2,40 m Breite erweitert und 1931–1932, 1954 sowie 1983 renoviert. Seit 1990 steht sie unter Denkmalschutz.
Die Lögmannshlíðarkirkja wurde 1860 ebenfalls aus Holz sowie nach Plänen von Þorsteinn Daníelsson gebaut, 1861 geweiht und 1886 um einen Vorbau sowie 1896 um einen massiven Turm erweitert. Das Kirchenschiff weist eine Länge von 10,10 m und eine Breite von 5,73 m auf, während der Vorbau unter dem Turm 1,86 m lang und 3,22 m breit ist. Der Flügelaltar von 1648 zeigt eine Darstellung des Letzten Abendmahles, und auf der Kanzel von 1781 sind die Evangelisten abgebildet. Seit 1990 steht die Kirche unter Denkmalschutz.
An der Bucht Skipalón, wo sich Eysteinn Rauðólfsson, einer der ersten Siedler Islands, niederließ, steht das 1824 erbaute Haus Lónsstofa. Es handelt sich hierbei um das Wohnhaus des Baumeisters Þorsteinn Daníelsson (1796–1882), das mit einer Länge von 10,44 m und einer Breite von 6,72 m für die Zeit seiner Erbauung ein recht großes und – wegen seines Zwerchhauses – durchaus markantes Gebäude darstellte. Seit 1985 befindet sich die Lónsstofa in der Obhut des Isländischen Nationalmuseums. Ebenfalls erhalten ist das von Daníelsson 1843 auf einem steinernen Sockel erbaute Lagerhaus (Smíðahús). Auch hierbei handelt es sich um ein denkmalgeschütztes, für die damalige Zeit relativ großes Gebäude aus Holz, das eine Länge von 12,76 m und eine Breite von 6,63 m aufweist. Über dem Eingang erinnert die dänische Inschrift "Th Dsen. Bigde Thettad Pakkhus Ár 1843" (Th. Daníelsson erbaute dieses Lagerhaus im Jahre 1843) an den Erbauer. Seit 1976 befindet sich auch das Smíðahús in der Obhut des Nationalmuseums.

## Söhne und Töchter der Gemeinde
- Jónas Hallgrímsson (* 1807 in Hraun im Öxnadalur; † 1845), Dichter und Naturwissenschaftler
- Jón Sveinsson (1857 auf dem Hof Möðruvellir;  † 1944), Schriftsteller
- Jón frá Pálmholti (* 1930 auf dem Hof Pálmholt; † 2004), isländischer Schriftsteller